# Emilia Herse
Emilia Henryka Herse (z domu Limprecht; ur. 18 września 1880 w Warszawie, zm. 31 stycznia 1957) – polska fotografka. Córka Henryka Limprechta i Elżbiety Anny Limprecht oraz matką  Adama Bogusława Herse i Anny Zofii Houwalt. 4 stycznia 1899 roku wstąpiła w związek małżeński z Bogusława Herse
W Zakopanem, na stoku Gubałówki, prowadziła salon dla osób ze świata artystycznego, do którego przychodził między innymi Jacek Malczewski. Spędzała wakacje w Zakopanem skąd wędrowała po Tatrach. Jest autorką opisu wycieczki z kapelą góralską pt. Rohacze ("Ziemia" 1912, nr 38), do którego wykonała zdjęcia.  
W 1897 została konfirmowana w kościele ewangelicko-augsburskim, a później przeszła na katolicyzm. W czasie I wojny św. wraz z mężem należała do Komitetu Obywatelskiego, na którego działalność zbierała fundusze razem ze Stefanią Sempołowską. Między innymi z Henrykiem Sienkiewiczem była współautorką odezwy z 1912, która apelowała o poparcie dla Pomocy Bratniej w Zakopanem.